# Guglielmo Marconi
Guglielmo Marconi (født 25. april 1874 i Bologna, død 20. juli 1937 i Rom) var en italiensk fysiker og radiotekniker og bliver betragtet som én af radiotelegrafiens pionérer. Han begyndte i 1894 at eksperimentere med trådløs telegrafi, og fire år senere gennemførtes den første radiotransmission, da resultaterne fra Kingstown-regattaen blev telegraferet til en avis i Dublin.
Marconi stod bag den første internationale transmission (England-Frankrig) i 1899 og den første interkontinentale (Cornwall-Newfoundland) i 1901. Hans arbejde blev sammen med udviklingen af radiorøret grundlaget for den moderne radio.
Marconi modtog i 1909 Nobelprisen i fysik, en pris han (meget mod sin vilje) måtte dele med Ferdinand Braun.
I 1912 mistede Marconi sit venstre øje ved en trafikulykke.